# 北关街道 (潍坊市)
北关街道，是中华人民共和国山東省潍坊市潍城区下辖的一个乡镇级行政单位。

## 行政区划
北关街道下辖以下地区：
张辛庄社区、北宫社区、油房社区、河滨社区、河口社区、北园社区、清平社区、友爱南社区、东北关社区、北关社区、徐家小庄社区、卧龙桥社区、郭家庄社区、河湾社区、后姚家坊社区、齐家庄社区、刘家园社区、蔡家庄社区、东七社区、西七社区、赫家社区、偏凉社区、东夏庄社区、西夏庄社区、西羊角埠社区、后羊角埠社区、湾头社区、新友爱社区、前姚家坊社区、尧里王社区和安顺社区。

## 人口
2010年中国第六次人口普查时，北关街道共有人口36447人。共有家庭11336户，平均每户3.07人。14岁以下的少年儿童共6229人，占总人口17.09%；15-64岁人口共27158人，占总人口74.51%；65岁及以上的老年人共3060人，占总人口的8.395%。男性共计18438人，占总人口50.58%；女性共计18009，占总人口49.41%。本地居住的人口中，拥有本地户籍的人口为25802人，占70.79%。